# Борислав Николов
Борислав Руменов Николов е български футболист, играещ за Струмска слава (Радомир), който се състезава във Втора професионална футболна лига. Роден е на 3 февруари 1992 г. в столицата на бозата - Радомир.

## Кариера
Николов прави първите си стъпки във футбола в школата на Струмска слава (Радомир).  Футболната му кариера започва с неговия дебют за мъжкия отбор на Струмска слава (Радомир) от В футболна група.
Впоследствие е привлечен в школата на ЦСКА (София). Дебютира за ЦСКА в А група на 16 май 2010 г. срещу Черноморец (Бургас). Изиграва само един-единствен мач за отбора, в който не отбелязваа нито един гол. Преотстъпен е  на Академик (София) от Б група. където изиграва 21 мача, отбелязвайки само 2 гола.
През 2012 е привлечен в Марек (Дупница), състезаващ се във В футболна група. В дебютния си сезон за дупничани, 20-годишният тогава футболист, изиграва 28 мача, в които отбелязва 8 гола. Представянето му на терена е задоволително, но все пак той остава в сянката на голмайстора Екундайо Джайеоба. През сезон 2014/2015 обаче успява да отбележи едва 2 гола за всички 27 мача, в които взема участие.
През 2016 дебютира за Локомотив (София). При мач срещу отбора на Оборище Панагюрище претърпява тежка контузия на коляното. Николов отново се завръща в Струмска слава (Радомир), състезаващ се във В футболна група.